# Clare Smyth
Clare Smyth MBE (nascida em 1978) é uma chef da Irlanda do Norte. Ela é a Chef Patron do Core by Clare Smyth, inaugurado em 2017. Anteriormente, ela foi Chef Patron no Restaurante Gordon Ramsay de 2012 a 2016, ganhou o prêmio de Chef do Ano em 2013, e alcançou uma pontuação perfeita na edição de 2015 do Good Food Guide. Smyth também apareceu em programas de televisão como Masterchef  e Saturday Kitchen.
Em 2017, Smyth abriu seu primeiro restaurante, Core, em Londres. Foi premiada com três estrelas Michelin no Guia Michelin de 2021, o que a tornou a primeira mulher da Irlanda do Norte a ter um restaurante com três estrelas Michelin.  

## Biografia
Enquanto estava na faculdade de culinária, Smyth serviu como aprendiz em Grayshott Hall, Surrey. Ela deixou o cargo para trabalhar em tempo integral no restaurante de Terence Conran na Michelin House, em Londres. Ela seguiu com um período de seis meses na Austrália para trabalhar para uma empresa de buffet e em seu retorno ao Reino Unido, ela atuou em uma variedade de restaurantes, incluindo The Waterside Inn e Gidleigh Park. Ela trabalhou no restaurante do Hotel St Enodoc em Rock, na Cornualha, primeiro como sous chef e depois como chefe de cozinha. Enquanto estava lá, ela ganhou o título de Jovem Chef de Peixe da Cornualha do Ano.
Em 2002, Gordon Ramsay ofereceu a Smyth um cargo no Restaurante Gordon Ramsay. Em 2007, ela foi anunciada como a nova chef do Restaurante Gordon Ramsay,  se tornando a primeira chef mulher no Reino Unido a administrar um restaurante com três estrelas Michelin. Dos 121 restaurantes britânicos com estrelas Michelin na época de sua nomeação, apenas sete tinham chefs mulheres. Ela havia deixado o restaurante de Ramsay para trabalhar por um ano e meio no restaurante Le Louis XV de Alain Ducasse, em Mônaco, antes de retornar mais uma vez ao Reino Unido para administrar o restaurante baseado em Chelsea.
Em 2013, Smyth foi nomeada 'Chef Nacional do Ano' do Good Food Guide.
Smyth foi nomeada Membro da Ordem do Império Britânico (MBE) nas homenagens de aniversário de 2013 por serviços para a indústria da hospitalidade. 
Smyth foi premiada com uma pontuação perfeita de dez pelo Good Food Guide do Reino Unido de 2015.
Ela ganhou o Chef Award no The Catey Awards de 2016, anteriormente recebido por seu mentor Gordon Ramsay em 2000. 
Smyth deixou o restaurante Gordon Ramsay em 2016 para abrir seu primeiro restaurante, Core.  O restaurante foi inaugurado no bairro de Notting Hill em Londres em julho de 2017. 
Clare Smyth foi eleita a Melhor Chef Feminina do Mundo de  2018 pelos 50 Melhores Restaurantes do Mundo. 
O restaurante Core de Smyth foi premiado com três estrelas Michelin no Guia Michelin 2021, o que a tornou a primeira mulher britânica a ter um restaurante premiado com três estrelas Michelin.  